# Starrcade (1984)
Starrcade (1984): The Million Dollar Challenge fue la segunda edición de Starrcade, evento de pago por visión de lucha libre profesional de la National Wrestling Alliance. El evento tuvo lugar el 22 de noviembre de 1984 desde el Greensboro Coliseum en Greensboro, Carolina del Norte.

## Resultados
- Denny Brown derrotó a Mike Davis ganando el Campeonato Mundial Junior Peso Pesado de la NWA (5:38)
  - Brown cubrió a Davis después de un "Back Suplex".
- Brian Adias derrotó Mr. Ito (4:00)
  - Adias cubrió a Mr. Ito después de un "Airplane Spin".
- Jesse Barr derrotó a Mike Graham reteniendo el NWA Florida Heavyweight Championship (11:43)
- The Assassin y Buzz Tyler derrotaron a The Zambuie Express (Elijah Akeem y Kareem Muhammed) (con Paul Jones) (5:26)
- Manny Fernandez derrotó a Black Bart (con James J. Dillon) ganando el Brass Knuckles Heavyweight Championship (7:35)
  - Fernández cubrió a Bart con un "Roll-up".
- Paul Jones derrotó a Jimmy Valiant en un Tuxedo Street Fight Loser-Leaves-Town match (4:35)
  - Jones cubrió a Valiante después de que James J. Dillon rociase a Valiant con un spray de pintura.
- El Campeón del Atlántico Medio Peso Pesado de la NWA Ron Bass (con James J. Dillon) derrotó a Dick Slater por descalificación (9:12)
- Ivan Koloff y Nikita Koloff derrotaron a Ole Anderson y Keith Larson (con Don Kernodle) (15:28)
  - Ivan cubrió a Larson después de un "Russian Sickle".
- Tully Blanchard derrotó a Ricky Steamboat reteniendo el Campeonato Mundial de la Televisión de la NWA y ganando 10,000 dólares (13:17)
  - Blanchard cubrió a Steamboat después de golpearle con un puño americano.
- Wahoo McDaniel derrotó a Billy Graham reteniendo el Campeonato de los Estados Unidos de la NWA (4:18)
  - McDaniel cubrió a Graham después de un "Tomahawk Chop".
- Ric Flair derrotó a Dusty Rhodes reteniendo el Campeonato Mundial Peso Pesado de la NWA y ganando 1 millón de dólares (12:12)
  - El árbitro paró el combate después de que Rhodes sufriese un corte en la frente.